# Alliopsis uniseta
Alliopsis uniseta är en tvåvingeart som beskrevs av Griffiths 1987. Alliopsis uniseta ingår i släktet Alliopsis och familjen blomsterflugor.
Artens utbredningsområde är New York. Inga underarter finns listade i Catalogue of Life.